# Enrico Viarisio
Enrico Viarisio (3 de diciembre de 1897 – 1 de noviembre de 1967) fue un actor teatral, cinematográfico y televisivo de nacionalidad italiana.

## Biografía
Nacido en Turín, Italia, Viarisio fue descubierto por la actriz Paola Pezzaglia que, con 19 años de edad, le eligió para trabajar en la compañía teatral que dirigía.
 Su carrera continuo con papeles románticos en la compañía teatral Carini-Gentili-Betrone, pasando después a la Talli-Melato-Betrone, la de Antonio Gandusio, Dina Galli, y Nino Besozzi, y la Merlini-Cialente-Bagni. Sin embargo, además de papeles de galán, incluyó en su repertorio papeles cómicos, con el fin de aumentar los ingresos de sus formaciones teatrales.
A partir de los años años 1930 trabajó también en el cine, afirmándose como uno de los actores más célebres de su país (Cavalleria, Non ti conosco più, Due milioni per un sorriso, L'amore si fa così) aunque habitualmente quedaba relegado a los papeles de reparto o de comparsa. Viarisio fue una figura constante en las comedias sentimentales del género teléfono blanco rodadas en esa década , y elegante intérprete de varias agradables adaptaciones al cine de obras teatrales, como fue el caso de Non ti conosco più (1936, de Nunzio Malasomma), L'uomo che sorride (1936) y Questi ragazzi (1937), de Mario Mattoli. Casi siempre se ceñía a las líneas del género en el que actuaba, pero en algunos casos mostraba una admirable creatividad en sus actuaciones. Esto último podía apreciarse en filmes como Il cappello a tre punte (1934, de Mario Camerini), Cavalleria (1936, de Goffredo Alessandrini), y Quattro passi fra le nuvole (1942, de Alessandro Blasetti).
En los años posteriores a la Segunda Guerra Mundial, se dedicó sobre todo a la revista, actuando junto a Wanda Osiris (Domani è sempre domenica, 1946–47;  Si stava meglio domani, 1947–48; Il diavolo custode, 1950–51) y Isa Barzizza (Valentina, 1955). 
En las décadas de 1950 y 1960 también trabajó en televisión. Fue memorable su participación en Carosello entre 1957 y 1965, haciendo famosa la muletilla "Ullalà è una cuccagna!"
Enrico Viarisio falleció en Roma, Italia, en 1967, a causa de un infarto agudo de miocardio.

## Televisión
- Partita a quattro, de Nicola Manzari, con Armando Benetti, Elisa Pozzi y Adriana Asti, dirección de Silverio Blasi, 1954.
- No, No, Nanette, de Frank Mandel, Otto Harbach y Irving Cesar, con Franca Tamantini, Anna Maria Bottini y Erika Sandri, dirección de Vito Molinari, 1955.
- Valentina, de Marcello Marchesi y Vittorio Metz, con Carla Macelloni, Alberto Lionello y Gianni Agus, dirección de Vito Molinari, 1958.
- Il Mattatore, con Vittorio Gassman, dirección de Daniele D'Anza, 1959.

## Filmografía
- La ragazza dal livido azzurro, de Emmerich Wojtek Emo (1933)
- L'impiegata di papà, de Alessandro Blasetti (1933)
- Tempo massimo, de Mario Mattoli (1934)
- La provincialina, de Ferruccio Biancini (1934)
- Paprika, de Carl Boese (1934)
- La marcia nuziale, de Mario Bonnard (1934)
- Il cappello a tre punte, de Mario Camerini (1934)
- Kiki, de Raffaello Matarazzo (1934)
- Milizia territoriale, de Mario Bonnard (1935)
- Amo te sola, de Mario Mattoli (1935)
- L'uomo che sorride, de Mario Mattoli (1936)
- 30 secondi d'amore, de Mario Bonnard (1936)
- Sette giorni all'altro mondo, de Mario Mattoli (1936)
- Non ti conosco più, de Nunzio Malasomma (1936)
- Cavalleria, de Goffredo Alessandrini (1936)
- Amazzoni bianche, de Gennaro Righelli (1936)
- Musica in piazza, de Mario Mattoli (1936)
- Gli uomini non sono ingrati, de Guido Brignone (1937)
- Gli ultimi giorni di Pompeo, de Mario Mattoli (1937)
- Questi ragazzi, de Mario Mattoli (1937)
- Ho perduto mio marito, de Enrico Guazzoni (1937)
- I fratelli Castiglioni, de Corrado D'Errico (1937)
- I due misantropi, de Amleto Palermi (1937)
- Duetto vagabondo, de Guglielmo Giannini (1938)
- Il destino in tasca, de Gennaro Righelli (1938)
- Amicizia, de Oreste Biancoli (1938)
- La dama bianca, de Mario Mattoli (1938)
- Ai vostri ordini, signora..., de Mario Mattoli (1938)
- Bionda sottochiave, de Camillo Mastrocinque (1939)
- Due milioni per un sorriso, de Carlo Borghesio (1939)
- L'amore si fa così, de Carlo Ludovico Bragaglia (1939)
- L'eredità in corsa, de Oreste Biancoli (1939)
- Il capitano degli ussari, de Sandor Szlatinay (1940)
- Le sorprese del vagone letto, de Gian Paolo Rosmino (1941)
- Non mi sposo più, de Giuseppe Amato (1942)
- Finalmente soli, de Giacomo Gentilomo (1942)
- La maschera e il volto, de Camillo Mastrocinque (1942)
- 4 passi fra le nuvole, de Alessandro Blasetti (1942)
- L'avventura di Annabella, de Leo Menardi (1943)
- Harlem, de Carmine Gallone (1943)
- Tristi amori, de Carmine Gallone (1943)
- Gli assi della risata, de Guido Brignone y Roberto Bianchi Montero (1943)
- Ti conosco, mascherina!, de Eduardo De Filippo (1943)
- Circo equestre Za-bum, de Mario Mattoli (1944)
- L'ippocampo, de Gian Paolo Rosmino (1945)
- Uno tra la folla, de Ennio Cerlesi (1946)
- Signorinella, de Mario Mattoli (1949)
- Ti ritroverò, de Giacomo Gentilomo (1949)
- È arrivato il cavaliere, de Steno (1950)
- Botta e risposta, de Mario Soldati (1950)
- Prima comunione, de Alessandro Blasetti (1950)
- Donne e briganti, de Mario Soldati (1950)
- La bisarca, de Giorgio Simonelli (1950)
- Il microfono è vostro, de Giuseppe Bennati (1951)
- Cameriera bella presenza offresi..., de Giorgio Pàstina (1951)
- Era lui... sì! sì!, de Marino Girolami (1951)
- Noi due soli, de Marino Girolami (1952)
- La leggenda del Piave, de Riccardo Freda (1952)
- Bellezze in motoscooter, de Carlo Campogalliani (1952)
- Villa Borghese, de Gianni Franciolini (1953)
- Siamo tutti inquilini, de Mario Mattoli (1953)
- Il più comico spettacolo del mondo, de Mario Mattoli (1953)
- Pellegrini d'amore, de Andrea Forzano (1953)
- Martin Toccaferro, de Leonardo De Mitri (1953)
- Lasciateci in pace, de Marino Girolami (1953)
- Gli eroi della domenica, de Mario Camerini (1953)
- 10 canzoni d'amore da salvare, de Flavio Calzavara (1953)
- Cose da pazzi, de Georg Wilhelm Pabst (1953)
- Canzoni, canzoni, canzoni, de Domenico Paolella (1953)
- Stazione Termini, de Vittorio De Sica (1953)
- Los inútiles, de Federico Fellini (1953)
- La tua donna, de Giovanni Paolucci (1954)
- Milanesi a Napoli, de Enzo Di Gianni (1954)
- Carosello napoletano, de Ettore Giannini (1954)
- Tempi nostri, de Alessandro Blasetti (1954)
- Gli ultimi cinque minuti, de Giuseppe Amato (1955)
- Destinazione Piovarolo, de Domenico Paolella (1955)
- Moglie e buoi, de Leonardo De Mitri (1956)
- La ragazza del palio, de Luigi Zampa (1957)
- Buongiorno primo amore!, de Marino Girolami (1957)
- Le bellissime gambe di Sabrina, de Camillo Mastrocinque (1958)
- Un amore senza fine, de Mario Terribile (1958)
- Gli scontenti, de Giuseppe Lipartiti (1959)
- I Teddy boys della canzone, de Domenico Paolella (1960)
- Mina... fuori la guardia, de Armando W. Tamburella (1961)
- Le magnifiche 7, de Marino Girolami (1961)
- Freddy und der Millionär, de Paul May (1961)
- Pesci d'oro e bikini d'argento, de Carlo Veo (1961)
- Lo smemorato di Collegno, de Sergio Corbucci (1962)
- Il giorno più corto, de Sergio Corbucci (1962)
- Napoleone a Firenze, de Piero Pierotti (1964)
- In ginocchio da te, de Ettore Maria Fizzarotti (1964)
- Se non avessi più te, de Ettore Maria Fizzarotti (1965)
- Non son degno di te, de Ettore Maria Fizzarotti (1965)
- Io uccido, tu uccidi, de Gianni Puccini (1965)
- Perdono, de Ettore Maria Fizzarotti (1966)
- Mi vedrai tornare, de Ettore Maria Fizzarotti (1966)
- Stasera mi butto, de Ettore Maria Fizzarotti (1967)
- Non stuzzicate la zanzara, de Lina Wertmuller (1967)